# Dhamar
Dhamar (en árabe: ذمار Ḏamār) es una ciudad en el suroeste de Yemen. Se encuentra a 14 ° 33'0 "N 44 ° 24'6" E, a una altitud de alrededor de 2400 metros.

## Información general
Dhamar se encuentra a 100 km al sur de Saná, al norte de Ibb, y al oeste de Al-Beida, 2700 m sobre el nivel del mar. Su nombre "Dhamar" se remonta al rey de Saba y Dou-Reddan en 15-35 d. C. cuyo nombre era Dhamar Ali Yahber, y cuya estatua se encuentra en la ciudad de Al-Nakhla Al-Hamra'a ("The Palm Rojo"). Esta ciudad es uno de los sitios arqueológicos que se encuentran cerca de Dhamar.
La ciudad de Dhamar es la capital de la provincia y está situado en la carretera principal, que conecta Saná con un número de otras provincias. Esta ciudad fue uno de los famosos de la cultura y científicos centros Árabes e Islámicos en Yemen. Su gran mezquita fue construida en el periodo del califa Abu Bakr Al-Sadeek.

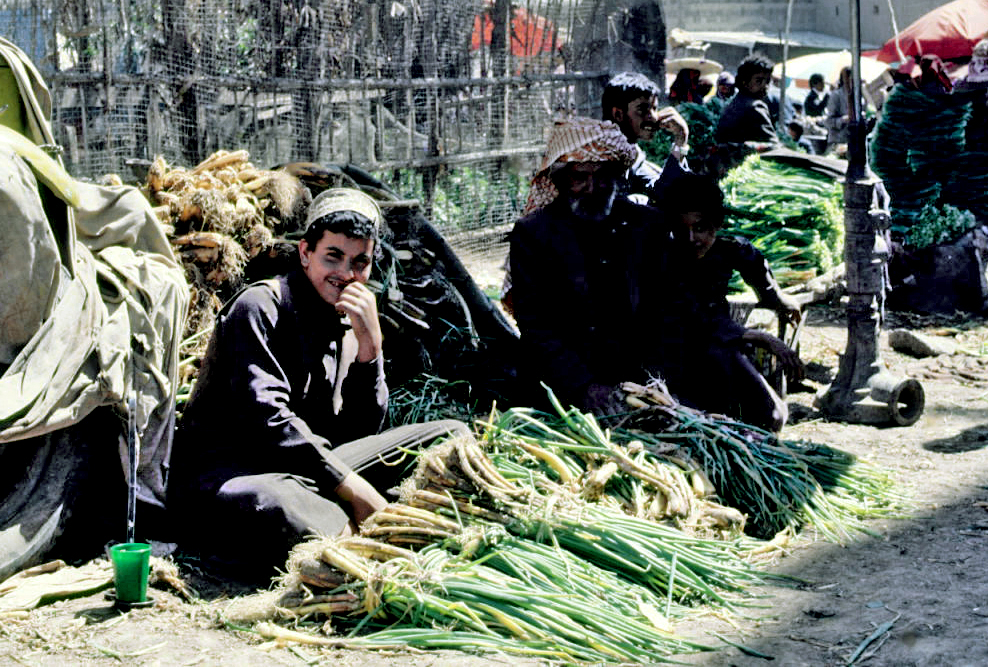
Puesto de verdura en un mercado

Como la ciudad de Dhamar tenido un gran papel en la vida política y el comercio en el Yemen. Tuvo un papel histórico muy importante en Yemen antes de la edad islámica. Los antiguos grabados yemeníes mencionan la ciudad de Dhamar como un famoso centro de los estudios islámicos y las ciencias, y muchos de los grandes científicos se atribuyen a esta ciudad histórica.
En tiempos pasados, la gente de Dhamar eran famosos por la crianza de los caballos; la ciudad era un centro temprano de la cría de caballos en Arabia. La ciudad sigue siendo famosa en Yemen por sus numerosas mezquitas y escuelas históricas, que se distinguen por su hermosa arquitectura característica en armonía con los colores de su tierra volcán.
La ciudad de Dhamar, en el centro de la cuenca Dhamar, es de origen antiguo. Fue construida por el legendario rey Himyarite Dhamar Ali, famosa por la restauración de la gran presa de Marib. Dhamar es la única ciudad en el norte de Yemen, que no está rodeado por una pared o formaciones defensivas naturales; es sólo un asentamiento en las llanuras. Situado en el céntrico con buenas conexiones con las provincias cercanas, la ciudad ha prosperado como un mercado el miércoles y el lugar de encuentro de las tribus que viven cerca. Es sede de la Universidad de Dhamar.
Así mismo, fue escenario de un grave terremoto el 13 de diciembre de 1982, cuando el 100 % de las construcciones fueron dañadas y al menos 3000 personas perdieron la vida y otras 10 000 resultaron lesionadas.

## Ciudades de hermanas
- Dikhil (Yibuti)

- Datos: Q955523
- Multimedia: Dhamar / Q955523